# SIGPOLL
SIGPOLL — сигнал на POSIX-сумісних платформах, який посилається процесу про зміну стану реального або віртуального пристрою, на якому процес виконує асинхронну операцію вводу-виводу. Символьна змінна SIGPOLL оголошена у заголовному файлі signal.h. Символьні імена для сигналів використовуються через те, що їхні номери залежать від конкретної платформи.

## Етимологія
SIG є загальноприйнятий префіксом для назв сигналів. POLL в точності означає опитування (англ. polling).

## Використання
Сигнал іноформує процес про завершення виконання попередньої операції вводу-виводу і готовність пристрою до виконання наступної, або про виникнення помилки.
В не-POSIX системах є аналогом сигналу SIGIO.